# Pateley Bridge
Pateley Bridge è un paese di 2.000 abitanti della contea del North Yorkshire, in Inghilterra.